# Asplenium minimum
Asplenium minimum là một loài dương xỉ trong họ Aspleniaceae. Loài này được M. Martens & Galeotti mô tả khoa học đầu tiên năm 1842.